# Dream Zone
Dream Zone（ドリームゾーン）は、日本のラジオパーソナリティグループ。Dream Stage所属。活動の企画・運営責任者は、放送作家の髙橋誠。

## 概要
「懐かしいあの頃の夢をもう一度」をコンセプトにエンターテインメントを通し笑顔で溢れるよう全力で活動。

## 略歴
- 2019年
  - 5月：日本の民放ラジオ局5社が主体となって、将来のラジオ界の発展のために、企画して発足したラジオグループ。
  - 8月17日結成。デビュー前からレインボータウンFMでレギュラー番組を担当。
  - 10月18日デビュー。デビュー・アルバム「永遠をください!」リリース。
  - 11月：京都 同志社大学の学園祭にて初ライブ。
- 2020年
  - 3月：初のワンマンライブを東京 小岩LIVE THEATER ORPHEUS で開催。
  - 9月：1stシングル「未来は…ここにある！」リリース[3][4]全国CD店で販売、初回限定盤は1週間で完売。
  - 11月：ラジオ番組表2020年秋号「第13回 読者が選ぶ 好きなDJランキング」AM部門 第8位[5]。
- 2021年
  - 6月：8月17日が「Dream Zone のラジオを楽しむ日」として制定される[6]。
  - 10月：ラジオ大阪をキー局としSTVラジオ、調布エフエム放送、すかがわFMによる独自の全国ネット網「DRN (”Dream Radio Network”の略)」による放送を開始。所属事務所でもある ラジオ番組制作会社「Dream Stage」が、AMラジオ・FMラジオ・コミュニティ放送の枠を超えて構築したもので、従来の縦割りを基本とするネット網を超えた「DRN」の構築は、日本のラジオの歴史で初の試みとなる。
  - 10月：神奈川県バーチャル解放区2021[7]に作品を出展
  - 11月：ラジオ番組表2021年秋号 「第14回 読者が選ぶ 好きなDJランキング」AM部において、江﨑夢が第2位、児玉萌々が第8位にランクインする[8]。第2位にランクインした江﨑夢は、誌面にインタビュー記事が掲載された[9]。
- 2022年
  - 1月：Dream Zoneの派生ユニット「Ticket To Voice」が誕生[10]
  - 4月：ラジオ番組表2022年春号 「第1回 コミュニティFM番組部門ランキング」において、ウルトラFMで放送している「Dream Zoneの今日もおけまる！」が、第1位を獲得し、インタビュー記事が掲載される[11]。
  - 10月：ラジオ番組表2022年秋号 「第2回 イチ推し番組DJランキング 地方番組部門」において、ラジオ大阪で放送している「全力！らじお女子☆彡」が、第3位を獲得し、紹介記事が掲載される[12]。

## 活動ジャンル
ラジオ活動に加え、幅広いジャンルの活動を行う。
- お笑い - お笑い芸人ねづっちに師事する。お笑い以外のタレントでは初の弟子となる[13][14][15]。
- 映画 - 午前十時の映画祭の選考委員でもある、映画パーソナリティ襟川クロに師事する[13]。
- アナウンス - フリーアナウンサー五戸美樹からトークレッスンを受ける。
- ゲーム - スクウェア・エニックスのプロデューサー時田貴司からアドバイスをもらい、オリジナルゲーム制作を行う。

## メンバー
|                                | 名前          | 愛称       | 誕生日   | 血液型 | 出身地 | 加入日            |
| 正規メンバー ★リーダー         | 江﨑夢        | ゆめ       | 6月10日  | A型    | 三重県 | 2020年3月22日加入 |
| 正規メンバー ☆テクニカルコーチ | 児玉 萌々     | モモち     | 1月24日  | A型    | 東京都 | 2020年7月16日加入 |
| 正規メンバー                   | 柴 結音       | SHIBA      | 7月21日  | A型    | 長野県 | 2021年8月17日加入 |
| 研究生                         | 長谷川 まりな | はせまり   | 3月29日  | B型    | 山梨県 | 2021年8月17日加入 |
| 研究生                         | 岡 姫乃       | おひめ     | 12月21日 | A型    | 愛媛県 | 2021年8月17日加入 |
| 研究生                         | 結城 心       | こころん   | 7月20日  | AB型   | 京都府 | 2021年2月22日加入 |
| 研究生                         | 成瀬 ほのか   | ほのちゃん | 4月26日  | 不明   | 神奈川 | 2021年2月22日加入 |

## 音楽
| ＃  | 発売日         | 規格品番 | タイトル                         | 曲名                             | 作詞          | 作曲         | 編曲          | 概要                                                                                                   |
| --- | -------------- | -------- | -------------------------------- | -------------------------------- | ------------- | ------------ | ------------- | --- |
| 1st | 2020年 9月22日 | DRSG-002 | 未来は…ここにある！              | 未来は…ここにある！              | 髙橋誠        | 小川健英     | NA-NA         | 学ラン風の衣装制作は、映画「賭ケグルイ」などの衣装制作に携わる世界的ファッションデザイナーの高橋輝明。 |
| 1st | 2020年 9月22日 | DRSG-002 | 未来は…ここにある！              | 君に会うための片想い             | 髙橋誠・AYUMI | AYUMI        | かとお こおじ | 学ラン風の衣装制作は、映画「賭ケグルイ」などの衣装制作に携わる世界的ファッションデザイナーの高橋輝明。 |
| 2nd | 2021年 7月21日 | DRSG-003 | あの虹の向こうを僕はまだ知らない | あの虹の向こうを僕はまだ知らない | 髙橋誠        | Nobukazu     | NA-NA         | 14曲あるオリジナル曲の中で、江﨑が衣装デザイン、児玉が振り付けと唯一メンバーが製作に携わっている。     |
| 2nd | 2021年 7月21日 | DRSG-003 | あの虹の向こうを僕はまだ知らない | 占いなんてキライ！               | 髙橋誠        | コジマミノリ | コジマミノリ  | 14曲あるオリジナル曲の中で、江﨑が衣装デザイン、児玉が振り付けと唯一メンバーが製作に携わっている。     |

| ＃  | 発売日         | 規格品番 | タイトル         | 曲名                   | 作詞          | 作曲         | 編曲         | 概要 |
| --- | -------------- | -------- | ---------------- | ---------------------- | ------------- | ------------ | ------------ | --- |
| 1st | 2019年10月18日 | DRSG-001 | 永遠をください！ | Precious～大切なもの～ | 髙橋誠        | コジマミノリ | コジマミノリ | 作曲･編曲はコジマミノリ。ジャケット写真撮影は青山裕企。表題曲「永遠をください！」は、全国の民放ラジオ局の”8つの番組”のテーマ曲として採用された。 |
| 1st | 2019年10月18日 | DRSG-001 | 永遠をください！ | アンサー               | AYUMI・髙橋誠 | AYUMI        | コジマミノリ | 作曲･編曲はコジマミノリ。ジャケット写真撮影は青山裕企。表題曲「永遠をください！」は、全国の民放ラジオ局の”8つの番組”のテーマ曲として採用された。 |
| 1st | 2019年10月18日 | DRSG-001 | 永遠をください！ | 変わらないもの         | 髙橋誠        | コジマミノリ | コジマミノリ | 作曲･編曲はコジマミノリ。ジャケット写真撮影は青山裕企。表題曲「永遠をください！」は、全国の民放ラジオ局の”8つの番組”のテーマ曲として採用された。 |
| 1st | 2019年10月18日 | DRSG-001 | 永遠をください！ | 時を止めて             | 髙橋誠        | AYUMI        | コジマミノリ | 作曲･編曲はコジマミノリ。ジャケット写真撮影は青山裕企。表題曲「永遠をください！」は、全国の民放ラジオ局の”8つの番組”のテーマ曲として採用された。 |
| 1st | 2019年10月18日 | DRSG-001 | 永遠をください！ | 永遠をください！       | 髙橋誠        | コジマミノリ | コジマミノリ | 作曲･編曲はコジマミノリ。ジャケット写真撮影は青山裕企。表題曲「永遠をください！」は、全国の民放ラジオ局の”8つの番組”のテーマ曲として採用された。 |
| 1st | 2019年10月18日 | DRSG-001 | 永遠をください！ | 輝きたいの             | 髙橋誠        | AYUMI        | コジマミノリ | 作曲･編曲はコジマミノリ。ジャケット写真撮影は青山裕企。表題曲「永遠をください！」は、全国の民放ラジオ局の”8つの番組”のテーマ曲として採用された。 |
| 1st | 2019年10月18日 | DRSG-001 | 永遠をください！ | 青い星に生まれて       | 髙橋誠        | コジマミノリ | コジマミノリ | 作曲･編曲はコジマミノリ。ジャケット写真撮影は青山裕企。表題曲「永遠をください！」は、全国の民放ラジオ局の”8つの番組”のテーマ曲として採用された。 |
| 1st | 2019年10月18日 | DRSG-001 | 永遠をください！ | 青い空見えた！         | 髙橋誠        | AYUMI        | コジマミノリ | 作曲･編曲はコジマミノリ。ジャケット写真撮影は青山裕企。表題曲「永遠をください！」は、全国の民放ラジオ局の”8つの番組”のテーマ曲として採用された。 |
| 1st | 2019年10月18日 | DRSG-001 | 永遠をください！ | そばにいてよね         | 髙橋誠        | コジマミノリ | コジマミノリ | 作曲･編曲はコジマミノリ。ジャケット写真撮影は青山裕企。表題曲「永遠をください！」は、全国の民放ラジオ局の”8つの番組”のテーマ曲として採用された。 |
| 1st | 2019年10月18日 | DRSG-001 | 永遠をください！ | 逢いたくて…            | AYUMI・高橋誠 | AYUMI        | コジマミノリ | 作曲･編曲はコジマミノリ。ジャケット写真撮影は青山裕企。表題曲「永遠をください！」は、全国の民放ラジオ局の”8つの番組”のテーマ曲として採用された。 |

## 関連書籍
- ラジオの世界の住人たち（デザインエッグ社）
  1. ～美味しいラジオのレシピ～ （2022年1月17日出版）[17]
  2. ～美味しいラジオのレシピ～ 』（2022年12月12日出版）[18]

## 出演

### 映画
- 手話映画「ヒゲの校長」(谷進一監督)に出演（2022年初夏公開予定）[19][20][21][22][23][24][25] - 児玉萌々：準主役の高橋依子役、江崎夢：手話を学ぶ婦人役)

### ラジオ
以下は全てレギュラー出演

#### ラジオ大阪
- DreamZoneの ”お・け・ま・る彡☆”
毎週火曜日 24時30分から25時00分、2020年3月31日終了
- どり～む☆ぱらだいす
毎週火曜日 24時15分から25時00分、2021年3月23日終了
- 全力！らじお女子☆彡[26][27]
毎週火曜日 24時15分から25時00分、2021年3月30日放送開始
毎週火曜日 20時35分から21時00分、2022年10月4日放送時間変更
  - 「ねづっちのお笑い学校」 - お笑いの師匠にあたるなぞかけ芸人ねづっちから、お笑いのイロハを教わるコーナー。
  - 「クロのフィルムの向こう側」 - 映画パーソナリティ襟川クロが、スクリーンでは見ることができない映画の魅力について語るコーナー。
  - 「ジェフ・バーグランドの知らんけど…」ｰ 京都外国語大学教授ジェフバーグランドが、高校教師時代の実の教え子である放送作家髙橋誠と、異文化コミュニケーションについて語るコーナー。
- キラリ☆いちかわ[28]
毎週火曜日 20時30分から20時35分、2022年10月4日放送開始

#### STVラジオ
- 片方だけのイヤリング[29]
毎週火曜日5時5分から5時20分、2021年10月3日放送開始、2022年9月27日終了
- 朝からエンタメで笑 (SHOW)！[30]
毎週火曜日5時5分から5時20分、2022年10月4日放送開始、2023年4月25日放送終了

#### ウルトラFM
- 「チルってるNight！」内のコーナー「Dream Zone 帝国の逆襲」
毎週金曜日 22時00分から23時00分、2020年3月27日終了
- DreamZoneの 今日もおけまる！[31]
毎週金曜日 22時00分から23時00分、2020年4月3日放送開始
- DreamZoneの 明日もいい日にな～れ！[32]
毎週土曜日 17時55分から18時00分、2020年8月1日放送開始
- すかがわ サタデータイム[33]
毎月第2・第4土曜日11時00分から13時00分、2022年6月10日から準レギュラー出演
- M78からのカウントダウン[34]
毎月第2・第4土曜日14時00分から16時00分、2022年6月10日放送開始

#### 調布エフエム放送
- DreamZoneの Precious for you！
毎週月曜日19時00分から19時30分、2021年3月29日終了
- TIPS！[35]
毎週月曜日 19時00分から19時30分（2021年4月5日放送開始）

#### レインボータウンエフエム放送
- DreamZoneの From JAPAN！
毎週日曜日 23時00分から23時30分、2019年8月4日放送開始、2020年3月29日終了
- DreamZoneの そばにいてよね！[36]
毎週日曜日 21時00分から21時30分、2020年4月5日放送開始
毎月第2木曜日 20時００分から21時00分、2022年4月14日放送時間変更

#### ラジオ日本
- 「宮川賢のMT」内のコーナ―「今どきの女子の主張」
毎週土曜日 1時30分から2時00分、2020年9月27日終了
- 冗談スナイパー
毎週土曜日 26時00分から26時30分、2020年4月25日終了

### インターネット放送
以下は全てレギュラー出演

#### いこらじお
- ゆるらじっ！[37]
毎週水曜日19時00分から20時00分、2021年12月22日終了

#### 渋谷クロスFM
- さくらすてーじ
毎月第3土曜日15時00分から15時30分、2020年9月19日終了

### 主なライブ
2019年
- 11月 同志社大学学園祭「クローバー祭 2019」ステージ出演
- 11月23日 「OBCラジオまつり10万人のふれあい広場」ふれあいイベントステージ出演[38]
- 12月7日 台風19号被害復興応援チャリティ企画  ｢ウルトラFMチャリティフェスin tette｣出演[39]

2020年
- 3月 初のワンマンライブを東京 小岩LIVE THEATER ORPHEUS で開催
- 10月 同志社大学学園祭「クローバー祭 2020」オンラインステージ出演
- 11月3日 いちかわ市民まつり2020年オンラインステージ出演

2021年
- 3月 「三原綱木60周年with 杉真里」ステージ出演[40]
- 10月 同志社大学学園祭「クローバー祭 2021」オンラインステージ出演
- 11月3日 第46回いちかわ市民まつり オンラインステージ出演

2022年
- 11月3日 第47回いちかわ市民まつり イベントステージに出演[41]
- 11月5日～6日 同志社大学学園祭「クローバー祭 2022」イベントステージ出演[42]
- 市川駅北口イベントステージ出演 (2019年5月から冬季を除き開催。スタート時から、毎月1回程度出演)[43]
- ライブハウス「江古田マーキー」など多数出演